# Taqulittuq
Taqulittuq (inuktitut : ᑕᖁᓕᑦᑐᖅ, souvent translittéré Tookoolito), née vers 1838 et morte le 31 décembre 1876, est une interprète et guide inuite.
Avec son compagnon Ipirvik, elle accompagne l'explorateur arctique Charles Francis Hall dans sa recherche de l'expédition Franklin dans les années 1860, ainsi que de l'expédition Polaris pour atteindre le pôle Nord.

## Biographie

### Famille
Taqulittuq naît selon les sources à Cape Searle, dans la région de Cumberland Sound, dans le Qikiqtaaluk, ou sur l'île de Baffin. Son frère, Eenoolooapik, voyage en 1839 avec le baleinier William Penny jusqu'à Aberdeen. D'autres membres de sa famille, Totocatapik et Kur-king, sont également connus comme des voyageurs.
En 1852, elle commence à apprendre l'anglais auprès d'un baleinier britannique, William Barron. Elle est surnommée Hannah par les anglophones.

### Voyages

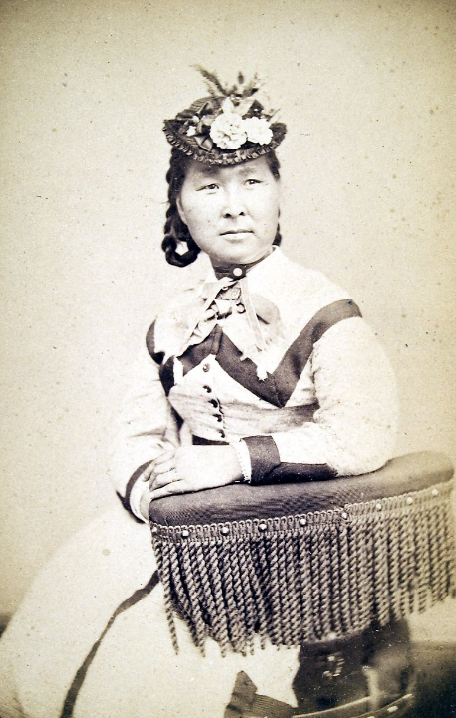
Taqulittuq à une exposition.

En 1853, un capitaine baleinier, Thomas Bowlby, transporte Taqulittuq, Ipirvik et un enfant non apparenté, Akulukjuk ("Harlookjoe"), en Angleterre. Les trois Inuits sont présentés dans divers lieux et sont finalement conduits à Londres, où ils sont reçus par la reine Victoria au château de Windsor. Bowlby reconduit ensuite le groupe en Arctique — contrairement à d'autres forains moins scrupuleux.
En 1860, l'explorateur Charles Francis Hall rencontre Taqulittuq et Ipirvik et les engage comme respectivement comme traductrice et guide, pour sa première expédition à la recherche des restes de l'expédition Franklin. Sidney Budington est le capitaine du navire, le George Henry. Les habitants locaux les mènent aux vestiges d'une expédition plus ancienne, celle de Martin Frobisher.
Taqulittuq et Ipirvik retrouvent Hall à l'automne 1862 et apparaissent à ses côtés lors de conférences aux Etats-Unis. Plus tard cette même année, Hall les fait présenter comme Indiens Esquimaux au Barnum's American Museum à New York où ils attirent de grandes foules. Ils l'accompagnent lors d'une autre tournée de conférences sur la côte début 1863, au cours de laquelle le jeune fils de Taqulittuq, Butterfly, meurt de pneumonie, ce qui l'affecte beaucoup.
Ipirvik accompagnent Hall lors de sa deuxième expédition arctique, qui dure de 1864 à 1869. Au cours de celle-ci, ils trouvent des traces de l'expédition Franklin autour de l'Île du Roi-Guillaume. Taqulittuq y donne naissance à un fils qui meurt en bas âge. Le couple adopte ensuite une petite fille inuite âgée de deux ans qu'ils appellent Panik (qui signifie « fille de »).
Taqulittuq et Ipirvik accompagnent Hall une 3e fois en 1871, lors de sa dernière expédition, à bord de l'USS Polaris, qui a pour but d'atteindre le pôle Nord. Mais des tensions apparaissent vite au sein de l'équipage et Hall meurt subitement en novembre 1871. Avec leur fille Panik, George Tyson et le guide inuit Hans Hendrik, ils font partie d'un groupe de 19 personnes qui est abandonné par le reste de l'équipage, après que le navire se soit brusquement détaché de la glace et ne soit pas revenu. Ils survivent six mois sur une banquise à la dérive, se nourrissant de la chasse, jusqu’à être secouru en avril 1873.
Au cours de l'enquête sur la mort de Hall, Taqulittuq et Ipirvik témoignent et corroborent l’hypothèse que Hall a été empoisonné, mais leur témoignage est écarté.

### Dernières années
Taqulittuq et Ipirvik s'installent à Groton, dans le Connecticut, où Hall et Budington leur avaient trouvé une maison. Ipirvik accompagne comme guide plusieurs autres expéditions, tandis que Taqulittuq reste sur place, prenant soin de Panik et travaillant comme couturière.
Après la mort de Panik - dont la santé était mauvaise depuis le temps passé sur la banquise - à l'âge de neuf ans, Taqulittuq à son tour connaît des soucis de santé. Elle meurt le 31 décembre 1876 et est enterrée à Groton.

## Héritage
Tookoolito Inlet, situé sur le côté ouest de la baie Cornelius Grinnell au Nunavut, et l'île Hannah, à l'embouchure du fjord Bessels, au nord du Groenland, portent son nom.
Taqulittuq et Ipirvik ont été nommés personnes d'importance historique nationale par le Canada en 1981.